# 嗇色園主辦可信學校
嗇色園主辦可信學校（英語：Ho Shun Primary School (Sponsored by Sik Sik Yuen)）是香港一所兼收男女生的全日制小學，位於上葵涌梨木樹邨，由嗇色園主辦，創立於1975年。現任校長是朱遠球先生。

## 校政管理
歷任校監
- 1975－：李元炳 先生（創校校監）[1]
- 陳章 先生[1]
- 李耀輝 先生[2]
- 梁延溢 先生
- 黎澤森 先生（現任校監）

歷任校長
- 1975－1996：楊炳麒先生（1975－89年：上午校）
- 1976－1989：黃北學先生（下午校）
- 1996－1997：簡伯康先生（全日制）
- 1997－1999：雷家琳女士（全日制）
- 1999－2011：何觀球先生（全日制）[2]（原為保良局陸慶濤小學下午校創校校長）
- 2011－2025：朱遠球先生（全日制）

歷任副校長
- 陳育鳴 先生

## 歷史
1975年
- 可信學校創立於1975年9月，開辦上午校一至四年級，亦是全港首批三座興建時為6層（不包括地下）的「火柴盒」小學之一。同年12月30日正式舉行開幕禮，由助理教育司林達鎏司憲主持典禮。1976年增辦下午校。

1989年
- 1989年9月，改為全日制小學。

2004年
- 學校改善工程完成，增設一系列特別室。教統局撥款百多萬元供此校購置家具及鋪設電腦網絡。

2007年
- 1月25日「粵港姊妹學校締結計劃」姊妹學校中山小欖鎮九洲基小學由2位中山市教研室教研員及小欖鎮教育辦公室副主任帶領一行12人於1月25日到訪本校，作行政及教學交流。

2009年
- 開始推行小班教學。

2012年
- 12月14日廣東省中山市小欖鎮教育考察代表團一行29人，到訪此校，期間除了參觀校園設施外，
- 手球隊及足球隊分別接受星島日報「親子王」及「運動版圖」之訪問，訪談得獎心得，既提升了此校校譽也有助推廣有關運動。

2013年
- 朱校長獲教育局邀請在擔任外間評核人員，並將是次視學體驗與教師分享，有助進學校的發展。
- 獲教育局撥款72萬以重髹學校外牆，工程將於暑假期間進行，預期八月中完成。
- 為了實踐「家」「校」合作的理念，特於2月28日上午舉行家長、校董新春團拜聯誼聚會，出席的嘉賓、校董及家長人數共37人。
- 獲環境及自然保育基金搬款29,000元推行有機耕作區項目。
- 獲香港基督教服務處頒發2013年度「關愛校園」榮譽獎
- 「北京四天交流活動」於4月16日至19日舉行。透過是次考察提供機會讓學生活用常識科所學，實地進行中國具文化特色的景點做研習，強化學生知識和概念，加深對我國歷史、文化及建築的認識。是次參與者共有27名，並以五、六年級學生為主
- 星加坡洛陽小學一行二十人於6月3 日下午二時到訪此校學習與交流，聽取此校推行綠色學校之經驗，並由校長及副校長接待，學生間則進行經驗分享
- 朱校長獲香港電台邀請接受訪問，訪談辦學理念
- 獲香港拯溺總會頒發優異特獎（2013-2014）教育署長盾亞軍。
- 6A班鄭雨芊同學參加版中國語文教育研究學會主辦中國語文菁英計劃2013-2014奪得銀獎
- 由數多酷研習社及香港科學館主辦首屆全港少年數多酷大賽此校奪得少年組校際隊冠軍及由鄭芷珊同學取得少年組冠軍

30名四年級學生於3月25日至27日參與由教育局委託和富社會企業主辦之學生交流團，題目為「走進農村—廣東山區體驗服務之旅」，舉行地點為廣東省清遠市。
- 為了加強本區幼稚園及坊眾對此校的認識及了解，學校已於5月24日及25日舉行幼稚園觀校暨開放日。本區三間幼稚園共有150多人出席，當天各學生除了參觀校舍設施外，也參觀了天文帳篷、電子課程作品、吹氣彈床及天氣報導等活動。
- 「香港中山學生體育交流活動」於5月30日及31日舉行。是次到訪的是中山市小欖鎮西區小學，參與學生有30人，校長、副校長及三位教師及2位家長校董隨團，並與該校學生進行了體育交流。
- 6A班學生關佩華獲得由傑出青年協會主辦第二屆「明日領袖獎」。
- 獲香港基督教服務處頒發2012年度「關愛校園」榮譽獎。
- 在2月6日（星期三）參加由香港學界舞蹈協會有限公司和教育局聯合主辦之第四十九屆學校舞蹈節中國舞比賽，並獲得甲等獎。
- 獲香港拯溺總會頒發優異特獎（2012-2013）教育署長盾季軍。
- 足球隊獲葵青區2012年回歸及國慶盃足球賽（葵青區議會及青聯體育會主辦）及荃灣區小學校際七人足球賽小學分會香港學界體育聯會球隊冠軍。

2014年
學校獲資助完成以下工程項目:
1.重髹學校外牆
2.更換全校鐵窗為鋁窗
3.更換全校風扇
4.重髹全校班房內牆
5.重鋪學校外球場
- 10月10日在城門谷運動場舉行了2014/15年度學校運動會，當天賀蒙黎澤森校監、古澤銘大律師及馬澤華顧問擔任主禮，比賽項目分為田賽與徑賽，並在高年級、中年級間進行。另外亦邀請了同區三間幼稚園學生出席，並同時進行親子比賽，氣氛熱烈。

校外比賽殊榮
由中華文化體藝協會舉辦第一屆中華兒童朗誦錦標賽2014 2A班張兆輝及2C班洪美盈獲英語二人朗誦組冠軍、2B班江凱瑩及2C班曾子揚獲英語二人朗誦組亞軍。科學家學會獲香港電子科技教育學會及今日校園頒發風車發電設計大賽一等獎 。接力隊分別獲聖公會主愛小學及梨木樹天主教小學冠軍。6C 藍添樂獲屈臣氏集團頒發香港學生運動員獎。中國舞組獲屯門區舞蹈比賽銀獎。梨木樹邨屋邨管理諮詢委員會主辦「減少廚餘」填色 比賽3A梁宇茵獲小學組冠軍。第二屆「全港少年數多酷大賽」陳杏雯同學於沙田分站獲得唯一一位獎項學生，獲大會頒發1000元現金獎。數學組參與由獅子會中學舉辦的獅子盃小學Rummikub智力棋比賽，本校獲得團體獎冠軍 ,6A班張嘉俊則獲個人冠軍。
- 可信家教會於1月26日(一)參與可風中學學生會舉辦之年宵攤位活動，並開設一攤位以售賣爆谷及棉花糖為主，本校家長義工及委員均到場協助佈置及推銷產品，場面熱鬧。
- 獅藝隊獲荃灣區家長教師會聯會邀請於3月7日(六)下午前往寶安商會王少清中學新春團拜活動中表演，學生表現穩妥，甚獲好評。
- 中國舞組於3月9日在九龍灣國際展貿中心六樓宴會廳舉行之「2015年香港道教日」擔任表演隊伍。
- 本校獲教育局邀請於3月14日(六)下午12時30分前往香港禮賓府進行參觀活動，出席者共25人，是次活動能有助擴闊學生視野及體驗。

獲獎紀錄
- 本校獲香港基督教服務處頒發2014年度「關愛校園」榮譽獎。本校6A張嘉俊同學於獅子會中學主辦全港獅子盃Rummikub比賽中獲個人冠軍,校隊則獲團體冠軍。中國舞組於屯門區第二十九屆舞蹈大賽中獲頒銀獎。6A 蔡浚喬、郭思慧及5A班黃俊寧、潘美欣獲教育局資優教育組頒發香港科學青苗獎二等獎及三等獎
- 為了加強本區幼稚園及坊眾對本校的認識及了解，學校已於4月17日(星期五)及19日(星期日)舉行開放日，主題為綠色學校。4月17日主要參與者是幼稚園學生、家長及教師，當天各學生除了參觀校舍設施外，也參觀了天文帳篷館、校園電視台等活動,同時更特別舉行可信學習徑開幕典禮，增加了校本學習元素。兩天共開放了多個特別室，並展示了學生作品及成就，讓來賓可參觀學校之餘，也藉此加深對本校的認識。
- 「新加坡四天交流活動」已於3月30日至4月2 日舉行，透過是次考察提供機會，讓學生進行參觀、交流及文化體驗活動，增加對新加坡認識。行程完畢後，各學生更須完成研習冊，以便回港分享。重點學習活動包括每個景點須進行調研及紀錄及體驗在新加坡德義小學上課學習的情況，校長及教師更與當地學校領導進行面談，交流辦學心得。
- 香港電台於5月21日到校為【醫生與你】攝錄節目，主題為『健康之聲』，透過本節目探討學童聲線的運用及介紹本校如何培育及跟進如何保護聲線，該節目將於8月中播出。
- 活動獎項

香港環境卓越計劃環境卓越大獎2014優異獎6A班陳杏雯同學於第九屆Rummikub魔力橋世界大賽，取得香港區代表資格，將於10月份前往德國進行比賽，並獲贈免費機票及住宿。由ABC PATHWAYS SCHOOL 所舉辦的全港校際慈善創作比賽＜夢飛翔‧快樂學習＞6A班郭思慧同學獲優異獎。由香港拯溺總會主辦第十八屆全港拯溺隊沙灘大會操暨沙灘競技賽本校拯溺隊獲救生小鐵人服飾設計獎冠軍、救生小鐵人旗幟獎亞軍、沙灘跑接力賽(11-13歲) 冠軍、及沙灘跑奪標賽(男子11-13歲) 冠軍

## 校訓
- 此校秉承嗇色園的辦學宗旨，崇奉儒、釋、道三教，以「普濟勸善」為校訓，培養學生勤勉向學，樂善好施，服務社會的精神，並著重學生德、智、體、群、美五育的均衡發展。
- 此校為嗇色園主辦政府資助學校，為兒童提供小學教育，為未來社會培育良好公民。
- 此校重視教師的專業發展，強調與家長的聯繫，並致力與社會各服務團體合作，積極創造理想的學習環境和豐富的教學資源，以提供高質素的教育服務

## 校內組織
法團校董會
可信學校於2005年成立法團校董會,是當年的先驅者，運作至今，各方面也發展成熟。現今共有19名校董，校監是黎澤森先生，轄下更特設可風可信合作事宜小組，商討兩校合作及學生升中事宜。現在更成立了風信子，發揮可信升可風校友照顧升讀可風之師弟妹之作用
校友會
於2007年6月29日成立，現任主席是黃家華先生。組織與職權：幹事會由會員大會推選幹事八至十五人組成。在會員大會休 會期間，全權負責處理本會內外事務。幹事會為本會之行政機構，每年召開會 議不少於兩次，會議通常由幹事主席召開，但亦可由半數以上之幹事 會成員聯署要求召開。幹事會成員：幹事會成員由會員投票選 出，所有提名必須在會員大會二十天前提交幹事會。選舉幹事會成員 之投票須在會員大會上舉行。而投票者必須為本會正式成員。幹事會之職務由當選之幹事互選出任， 具體分工包括主席、副主席、財政、文書、康樂、聯絡及宣傳、學術及總務。
家長教師會
於1998年成立，現任主席是林芳女士。本會由會員大會和一個執行委員會組成。執行委員會總人數不超過廿五人。 家長執行委員：由每屆週年會員大會投票中得票最高者當選。教師執行委員 : 
由校長委任及由教師互選產生。執行委員會職權及架構：執行委員會負責執行一切會務。內設：主席、副主席兩人、秘書 、司庫 、總務 、康樂、聯絡及學術 。

## 著名校友
- 朱遠球：嗇色園主辦可信學校校長、教育局外評人員 （1980年畢業）
- 黃綺玲：教育局高級學校發展主任 （1980年畢業）
- 劉文建：香港大學客席講師、香港首屆十大傑出數碼青年 （1982年畢業）
- 楊銀金：專業顧問、耳鼻咽喉外科學系及人類傳意科學研究所、中文大學聽力學博士、聽力學家 （1982年畢業）
- 朱遠明：懲教事務高級監督 （1985年畢業）
- 黃家華：香港荃灣區議會梨木樹西區議員 （1985年畢業）
- 仇栩欣：香港東區區議會城市花園區議員[3]
- 曾家進：理文球員（2013年畢業）

## 圖片庫

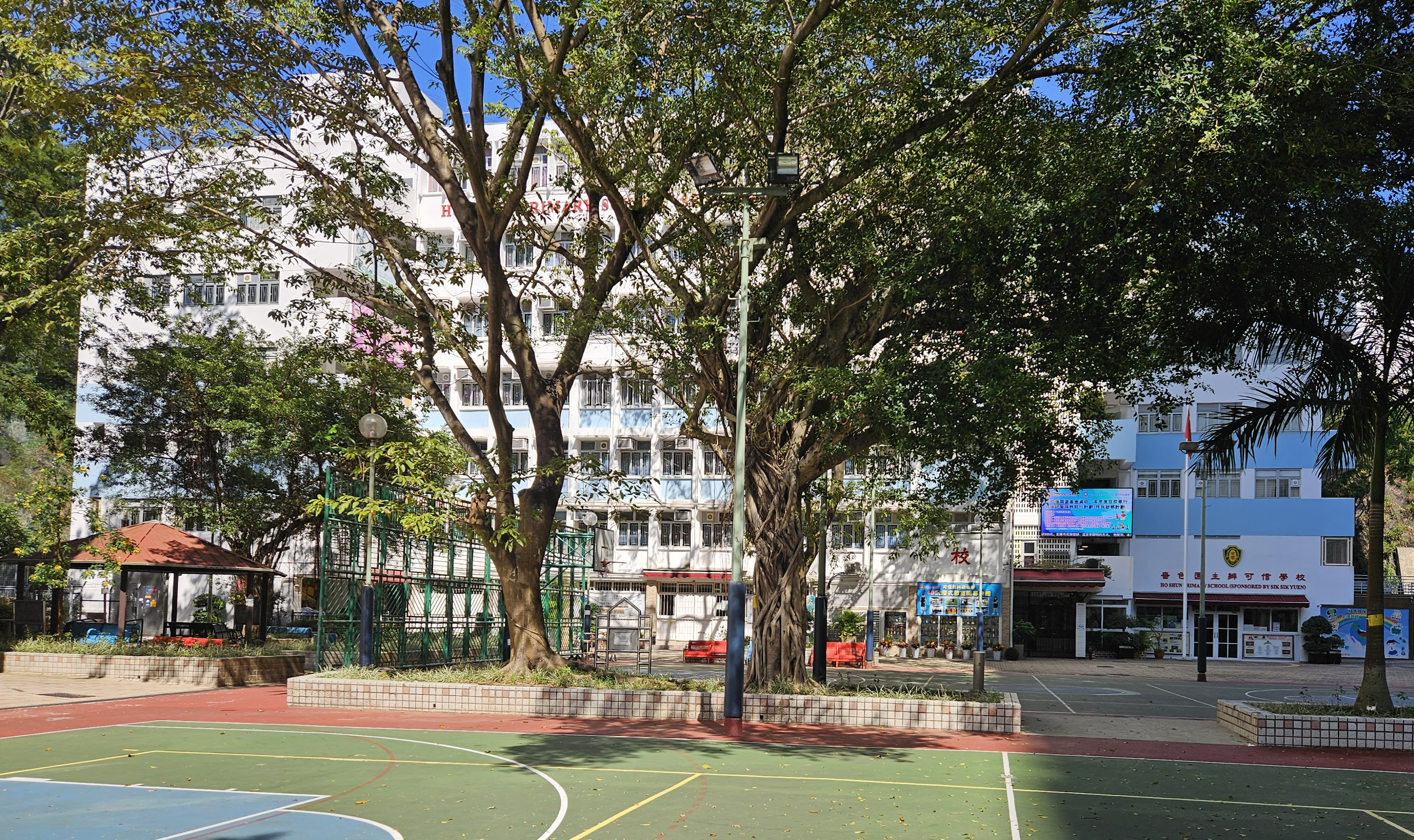
嗇色園主辦可信學校
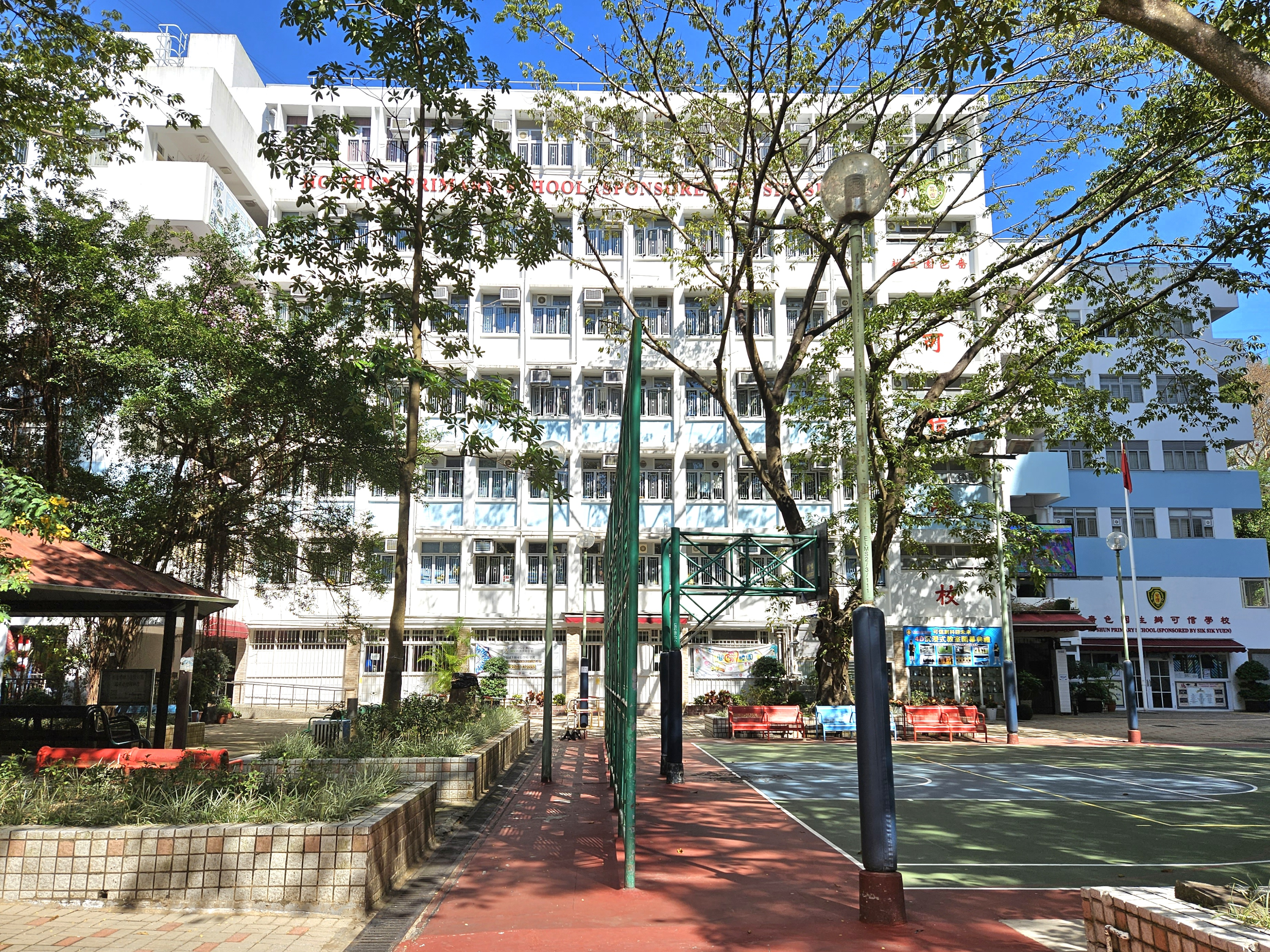
嗇色園主辦可信學校舊翼
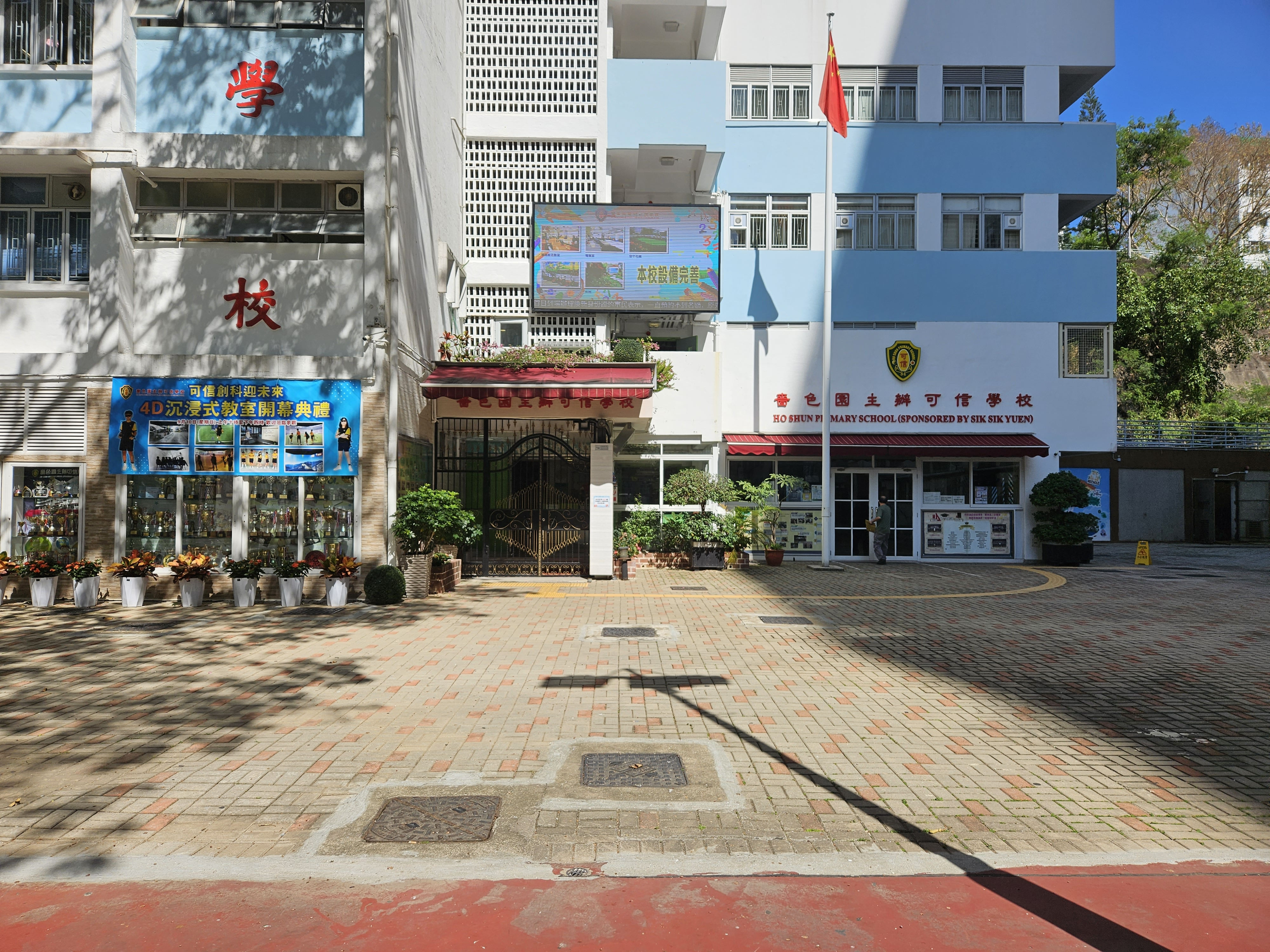
嗇色園主辦可信學校
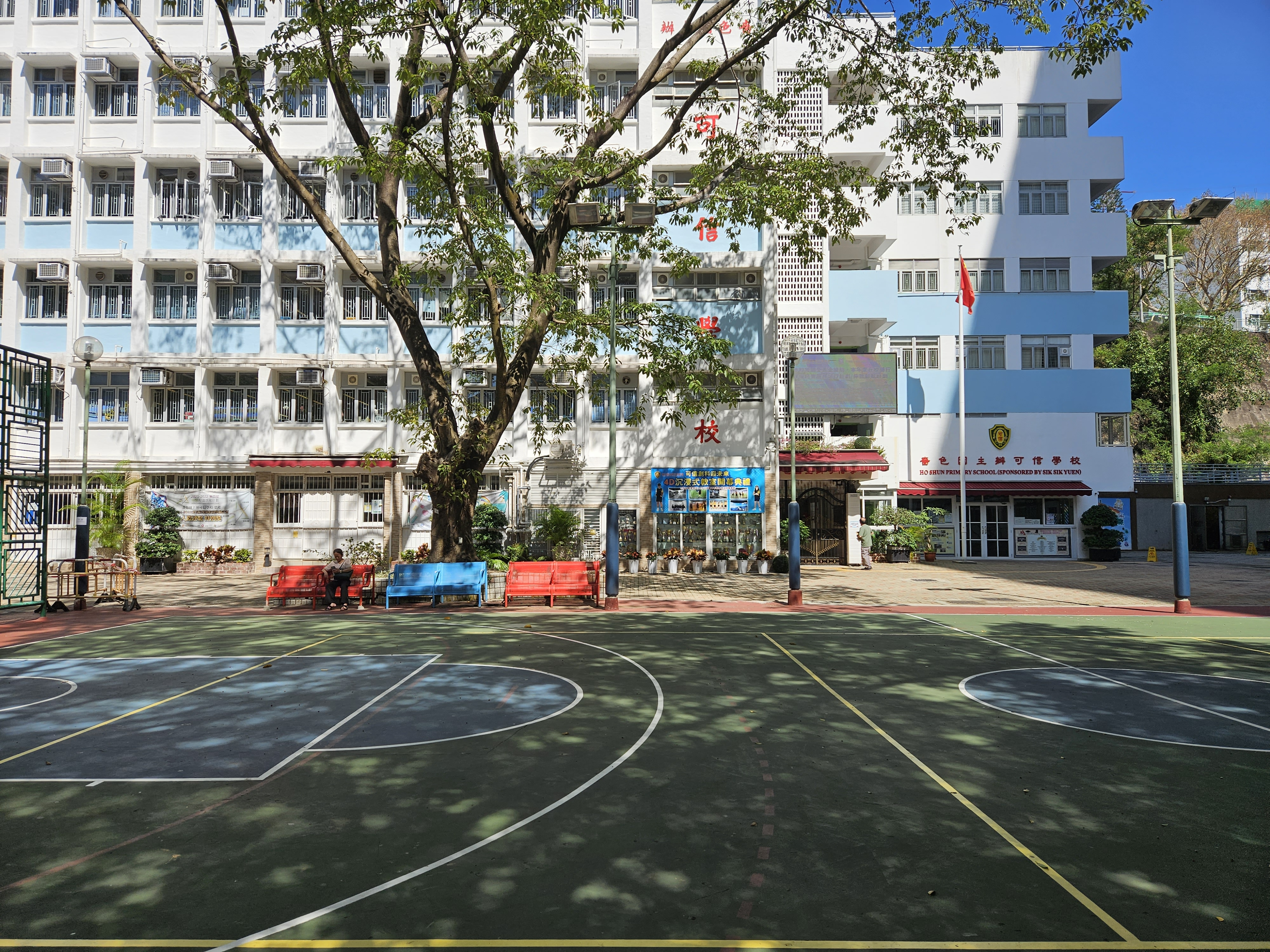
嗇色園主辦可信學校

## 外部連結
- 可信學校官方網站（页面存档备份，存于）

22°22′46″N 114°08′02″E / 22.3794562°N 114.1340257°E